# Emerson Alcântara
Emerson Ricardo Alcântara (Cândido Mota, 27 de agosto de 1970), mais conhecido simplesmente por Emerson Alcântara, é um ex-futebolista e treinador de futebol brasileiro.
Seu trabalho mais conhecido foi com a Seleção Timorense de Futebol, treinada por ele entre 2012 e 2013.
Atualmente, comanda as seleções principal e Sub-17 de Vanuatu.

## Carreira

### Jogador
Como jogador, Emerson atuava como zagueiro ou volante, iniciando a carreira em 1991, pela Paraguaçuense.
Ainda jogou pelo Criciúma por 2 temporadas (1992–93).
Em 1996, aos 25 anos, quando ele jogava pelo Belenenses (20 partidas e 3 gols marcados), um acidente de carro forçou sua aposentadoria prematura.

### Treinador
Em 2005, com apenas 34 anos, Emerson iniciou a carreira de técnico no Ipanema de Alagoas.
Na temporada 2008, treinou a Penapolense na disputa da Copa Paulista daquele ano, quando o clube avançou à segunda fase, mas não chegou às quartas de final do torneio.
Comandou ainda o Velo Clube, XV de Piracicaba, Bucheon (atual Jeju United), Olímpia, Batatais, Osvaldo Cruz e North East Stars até 2012, quando aceitou uma proposta da Federação de Futebol de Timor-Leste para treinar a seleção local. Emerson Alcântara assumiu a equipe que, até então, ocupava o 206º - e penúltimo - lugar no ranking da FIFA e, favorecido pela goleada por 5 a 1 sobre o Camboja, o time mostrou evolução, chegando a ocupar o 165º posto. Em 2013, Emerson assumiu o comando técnico da equipe sub-23, ficando pouco tempo no cargo.
Treinou ainda o Yangon United (Myanmar) e o NEROCA FC (Índia) entre 2014 e 2016. Seguiu no futebol indiano entre 2018 e 2022, passando por Lonestar Kashmir, RoundGlass Punjab e Burgan.
No final de 2020, o Penapolense anunciou Emerson como novo técnico para a disputa da Série A3 do Campeonato Paulista em 2021. Sob o comando de Alcântara, foram quatro jogos com três derrotas e um empate, deixando o time na lanterna da competição, com apenas um ponto ganho em doze disputados.
Em novembro de 2022, foi anunciado como novo técnico da seleção de Vanuatu, acumulando a mesma função na equipe Sub-17.